# Oleina lateralis
Oleina lateralis är en svampart som beskrevs av Tiegh. 1887. Oleina lateralis ingår i släktet Oleina, ordningen Saccharomycetales, klassen Saccharomycetes, divisionen sporsäcksvampar och riket svampar.   Inga underarter finns listade i Catalogue of Life.